# Pradomao
Pradomao (llamada oficialmente San Xiao de Pradomao) es una parroquia y un lugar del municipio español de Parada del Sil, en la provincia de Orense, Galicia.

## Toponimia
La parroquia también es conocida por los nombres de San Julián de Pradomao y San Xulián de Pradomao.

## Organización territorial
La parroquia está formada por cuatro entidades de población:

### Entidades de población
Entidades de población que forman parte de la parroquia:
- Ivil
- Pradomao
- Verengo

### Despoblado
Despoblado que forma parte de la parroquia:
- Castiñeiras

## Demografía

### Parroquia
| Gráfica de evolución demográfica de Pradomao (parroquia) entre 2000 y 2023 |
|                                                                            |
| Datos según el nomenclátor publicado por el INE.                           |

### Lugar
| Gráfica de evolución demográfica de Pradomao (lugar) entre 2000 y 2023 |
|                                                                        |
| Datos según el nomenclátor publicado por el INE.                       |